# فرهنگ آفاناسیو
فرهنگ آفاناسیو (انگلیسی: Afanasievo culture) اولین فرهنگ باستان‌شناسی شناخته شده در جنوب سیبری است که حوضه مینوسینسک و رشته‌کوه آلتای را در دوران انئولیتیک ۳۳۰۰ تا ۲۵۰۰ قبل از میلاد اشغال کرده‌است.